# Liste der Monuments historiques in Husseren-les-Châteaux
Die Liste der Monuments historiques in Husseren-les-Châteaux führt die Monuments historiques in der französischen Gemeinde Husseren-les-Châteaux auf.

## Liste der Bauwerke
| Bezeichnung                             | Beschreibung | Standort                      | Kennzeichnung | Schutzstatus | Datum | Bild           |
| --------------------------------------- | --- | ----------------------------- | ------------- | ------------ | ----- | -------------- |
| Ruinen von Wahlenburg und Burg Weckmund | Teil der Burgengruppe Drei Exen; Wahlenburg: Mitte des 12. Jahrhunderts; Burg Weckmund: 13. Jahrhundert; beide in der zweiten Hälfte des 15. Jahrhunderts zerstört | nordwestlich des Ortes (Lage) | PA00085464    | Classé       | 1840  | weitere Bilder |